# Fonds unique interministériel
Pour les articles homonymes, voir FUI.
En France, le Fonds unique interministériel (ou FUI) était un programme destiné à soutenir la recherche appliquée, pour aider au développement de nouveaux produits et services susceptibles d’être mis sur le marché à court ou moyen terme.
Il permettait de financer les projets de R&D dits « collaboratifs » (associant par exemple de grandes entreprises, des PME et des laboratoires) aidés par des pôles de compétitivité. 
Le FUI était logé au sein du fonds de compétitivité des entreprises (FCE) du Minefe (Ministère de l'Économie, de l'Industrie et de l'Emploi). 
La loi de finances pour 2019 a acté la cessation du « fonds unique interministériel ».

## Contributeurs du fonds
Ce sont les ministères chargés de l’industrie, de la recherche, du développement durable, de l'aménagement du territoire, des transports, de la défense, de l’équipement, de l’agriculture, de la santé, des services… 

## Gestionnaire du fonds
Le FUI a été géré, de 2005 à 2009, par la DGCIS (Direction Générale de la Compétitivité, de l'Industrie et des Services) du Minefe. 
La DGCIS poursuit son rôle d'animateur du groupe de travail interministériel pour la sélection et l'instruction des projets financés par le FUI.
La gestion proprement dite du FUI a été transférée à BPI France à partir du 9e appel à projets (octobre 2009), d'abord pour répondre à une logique de simplification des démarches souhaitée par le gouvernement (justifiant, entre autres, la création de BPI France (anciennement OSEO) depuis 2005 par le regroupement de Anvar, AII, BDPME, Sofaris…) et ensuite pour réduire les délais de versement des aides destinées strictement aux PME, bénéficier d'une structure professionnelle de gestion et obtenir une évaluation précise et globale de l'affectation des aides. 
BPI France soutient des programmes dits « collaboratifs » avec le programme ISI (Innovations stratégiques industrielles) qui a fait l'objet d'un premier bilan en mai 2009.

## Outils de travail et communication
Un extranet FUI a été mis en place par BPI France pour faciliter, de façon sécurisée, la participation en ligne des entreprises aux récents appels à projets. Pour les porteurs de projets, ce regroupement et ce service en ligne facilitent leur démarche,.

## Chiffres
En 2010, lors du 10e appel à projets du FUI, le FUI sélectionne 73 projets de recherche et développement, issus de 52 pôles de compétitivité, et y injecte au total 63 millions d'euros de soutien financier.